# Skydesport
Skydesport eller Skydning har historisk set rødder  i både civile og militære sammenhænge.
Skydesport var med fra starten af de moderne olympiske lege i 1896, hvor Danmark i øvrigt vandt 3 medaljer i skydning. Dog var sporten ikke med på programmet ved sommer-OL i 1904 og i 1924. Skiskydning har været en fast disciplin ved vinter-OL siden 1960.
Sporten er opdelt i en række discipliner efter våbentype og afstand.  

## Regler
Skydekonkurrencerne følger alle et format, hvor der er en stor indledende runde med flere serier af mange skud og en finalerunde med få skud. Således skydes der i de indledende runder op til 120 skud af hver deltager. Typisk går de otte bedste videre til en finalerunde, hvor der typisk skydes ti skud. 
Geværet eller pistolen må ikke hvile på noget fast, men skal holdes af udøveren, når der skydes.
Det er ikke tilladt at benytte sigte med forstørrelse, undtagen når der med luftriffel skydes mod bevægeligt mål. Man SKAL have sikkerhedspløk i når man forlader banen, og det skal banekommandøren tjekke inden skytten forlader banen.  

## Udstyr
Udover våbnet bærer skytterne en valgfri beklædning. I skeet skal der dog på jakken være angivet en linje, der markerer hoftelinjen, så dommerne kan se, om geværet er under denne i udgangspositionen. I riffel er beklædningen af læder og kraftig kanvas for at aflaste specielt ryg og knæ. Der findes en lang række specifikationer for beklædning.
En øjeblænde er tilladt til at dække det øje, der ikke sigtes med og som også forhindrer skytten i at blive distraheret hvis noget bevæger sig i kanten af deres synsfelt. Ung-skytter har også skyde-bukser og sko på så de ikke kan bevæge sig så let når de skal stå frit og skyde. 

## Olympiske skydediscipliner
- 50 m riffel (cal .22"), 3x40 skud, 3 positioner for mænd
- 50 m riffel (cal .22"), 60 skud, liggende for mænd
- 50 m riffel (cal .22"), 3x20 skud, 3 positioner for kvinder
- 10 m luftriffel(cal .177"), 60 skud, stående for mænd
- 10 m luftriffel (cal .177"), 60 skud, stående for kvinder
- 50 m fripistol (cal .22"), 60 skud, stående for mænd
- 25 m sportspistol (cal .22"), 2*30 skud, stående for kvinder
- 10 m luftpistol (cal .177"), 60 skud, stående for mænd
- 10 m luftpistol (cal .177"), 40 skud, stående for kvinder
- Trap (), haglgevær, 125 skud, stående for mænd
- Trap (), haglgevær, 75 skud, stående for kvinder
- Skeet () haglgevær, 125 skud, stående for mænd.

## Kendte danske skytter
- Kenneth Nielsen (riffel)
- Torben Grimmel (riffel)
- Stine Nielsen (riffel)
- Rene Kristiansen (riffel)
- Charlotte Jakobsen (riffel)
- Susanne Meyerhoff (pistol)
- Jesper Hansen (skeet)
- Michael Nielsen (skeet)
- Ole Riber Rasmussen (skeet)
- Keld Rasmussen (skeet) olympisk guld Moskva
- Ole Kristensen (ol-trap)
- Keld Hansen (ol-trap)
- Peter Aagård Herz (ol-trap)
- Poul Jacobsen (ol-trap)